# Steve Marcus
Steve Marcus (The Bronx, 18 september 1939 – New Hope (Pennsylvania), 25 september 2005) was een Amerikaanse jazzsaxofonist. Zijn eerste album als leader bevatte een arrangement van het Beatles-nummer Tomorrow Never Knows. Hij werkte de laatste twaalf jaar van Rich's leven samen met jazzdrummer Buddy Rich. Nadat Rich stierf, leidde Marcus de band en noemde het Buddy's Buddies.

## Overlijden
Steve Marcus overleed in september 2005 op 66-jarige leeftijd.

## Discografie
- 1968: Tomorrow Never Knows (Vortex)
- 1968: Count's Rock Band (Vortex)
- 1969: The Lord's Prayer (Vortex)
- 1970: Green Line (Nivico)
- 1971: Something (Nippon Columbia)
- 1976: Sometime Other Than Now (Flying Dutchman)
- 1992: Steve Marcus & 2o1 (Red Baron)
- 1993: Smile (Red Baron)
- 2001: Count's Jam Band Reunion (Tone Center)

### Als sideman
Met Gary Burton
- 1966: Tennessee Firebird (RCA)

Met Larry Coryell
- 1971: Barefoot Boy
- 1972: Offering
- 1973: The Real Great Escape

Met Jazz Composer's Orchestra
- 1968: The Jazz Composers Orchestra (JCOA)

Met Stan Kenton
- 1963: Stan Kenton / Jean Turner (Capitol)
- 1963: Artistry in Bossa Nova (Capitol)

Met Herbie Mann
- 1969: Live at the Whisky a Go Go (Atlantic)

Met Bob Thiele Collective
- 1993: Lion Hearted

Met The Young Rascals
- 1968: Once Upon a Dream (Atlantic)

- Biblioteca Nacional de España: XX1015802
- Bibliothèque nationale de France: cb13922074k (data)
- Gemeinsame Normdatei: 131482629
- International Standard Name Identifier: 0000 0000 6634 8502
- Library of Congress Control Number: n94017126
- MusicBrainz: 5d36d1ae-a2aa-41b4-9dff-82abfe2148af
- Nationale Bibliotheek van Tsjechië: xx0143226
- Système universitaire de documentation: 156662175
- Trove: 930677
- Virtual International Authority File: 54334370
- WorldCat: E39PBJwMDdTDQwQh6GHKFG78md